# Martin Richards (producteur)
Martin "Marty" Richards, né Morton Richard Klein le 11 mars 1932 à New York et mort le 26 novembre 2012 dans la même ville, est un producteur américain de comédies musicales et de longs métrages.
Depuis le début des années 1970, Richards travaille en tant que producteur de films, de pièces de théâtre et plus particulièrement de comédies musicales. Les productions les plus célèbres auxquelles il a participé sont les spectacles de Broadway Chicago(1975-1978), Sweeney Todd (1979-1980), La Cage aux Folles (1983-1987) et le Grand Hôtel (1989-1992). Pour ses productions, il reçoit le grand prix du théâtre Tony Award et le Drama Desk Award.
Son plus grand succès est la comédie musicale Chicago en 2002 pour laquelle il remporte un Oscar du meilleur film. Le film est nommé dans 13 catégories et remporte un total de six prix. Lors des Golden Globe Awards 2003, le film est nommé huit fois et remporte trois trophées, dont le prix du Meilleur film - comédie ou comédie musicale pour la meilleure production.

## Filmographie
- 1971 : Some of My Best Friends Are
- 1973 : Fun and Games
- 1976 : L’image
- 1978 : Ces garçons qui venaient du Brésil
- 1980 : Shining (producteur associé)
- 1981 : Le Policeman
- 2002 : Chicago